# Pogonioefferia ehrenbergi
Pogonioefferia ehrenbergi là một loài ruồi trong họ Asilidae. Pogonioefferia ehrenbergi được Wilcox miêu tả năm 1966. Loài này phân bố ở vùng Tân Bắc giới.